# Ernesto Filardi
Ernesto Filardi (Toronto (Canadá), 1974) es un poeta, dramaturgo y director teatral hispano-canadiense.

## Biografía
Nació en Toronto, Canadá, en 1974, hijo de españoles. A pesar de esto, pasó gran parte de su vida en Alcalá de Henares, hasta que volvió a Toronto en busca de trabajo. Es Licenciado y Doctor en Filología Hispánica por la Universidad de Alcalá, además de Licenciado en Arte Dramático por la Real Escuela Superior de Arte Dramático de Madrid.
Como poeta, ha publicado los poemarios Penúltimo momento (Madrid, Sial, 2006) y La niña y el mar (Madrid, Reino de Cordelia, 2010). Este último libro fue el ganador del XIII Premio de Poesía Eladio Cabañero de Tomelloso. Además, ha participado en el poemario colectivo El Quijóte inédito de Édouard Zier. 12 miradas literarias (Madrid, Sial, 2007). 
Como dramaturgo, entre sus últimas obras teatrales estrenadas se encuentran Que están respirando amor, En qué se le haga merced (ambas en 2010), e Historia de España en 70 minutos en el año 2011. 
Como director teatral, ha estrenado más de veinte espectáculos. Fue finalista de los Premios Mayte de teatro 2010 por su versión y dirección de La niña de plata, de Lope de Vega.

## Obra
La obra de Ernesto Filardi abarca dos poemarios, varios cuentos y más de una decena de textos teatrales. En lo tocante a poesía, la crítica coincide al mencionar su dominio del ritmo poético en un intento de renovar la forma clásica con motivos más contemporáneos. 
Uno de los temas recurrentes de su poesía es la revisitación de personajes de la mitología clásica (Casandra, Hero, Aquiles, Penélope…) desde un punto de vista humano y actual, a la vez que clásico y heroico. 
Algo similar sucede con su obra dramática, de la que una buena parte son textos que revisitan la historia y la cultura española para crear una reflexión sobre la actualidad.

## Enlaces
- Página del autor.
- Concesión del Premio de Poesía “Eladio Cabañero” (enlace roto disponible en Internet Archive; véase el historial, la primera versión y la última)..

- Datos: Q5641146